# 九州大学教育学部
九州大学教育学部（きゅうしゅうだいがくきょういくがくぶ、英称:School of Education）は、九州大学に設置される学部の一つである。

## 概要
九州大学教育学部は、1925年に設立された九州帝国大学法文学部教育学講座を前身とし、1949年の新制九州大学発足時に教育学部として独立した。ロックフェラー財団の援助を受け、1955年に教育学部附属比較教育文化研究施設を設立し、これが実質的に日本の比較教育学研究の始まりとなった。また伝統的に教育心理学が盛んで、日本最大規模のスタッフを擁している。教育学研究科を母体に設立された大学院として人間環境学研究院・人間環境学府がある。

## 沿革
- 1925年 - 九州帝国大学法文学部に教育学講座を設置[1]。
- 1949年 - 教育学部として独立[1]。

## 学系
- 入学定員50名[2]
  - 教育学系[3]
  - 教育心理学系[3]

## 著名な出身者

### 政治、行政
- 中屋大介 - 元衆議院議員、元福岡県人権研究所研究員
- 豊瀬禎一 - 元参議院議員、元日本教育会副会長
- 林裕二 - 朝倉市長、元福岡県議会副議長
- 久木田純 - 元国際連合児童基金カザフスタン事務所所長、国連フォーラム共同代表

### マスコミ
- 松野良一 - 元TBSプロデューサー、中央大学教授、日本ジャーナリスト会議奨励賞
- 古賀成治 - 元NHKアナウンサー
- 林田真心子 - 元福岡放送アナウンサー
- 久富美海 - 長崎放送アナウンサー兼記者
- 元村有希子 - 毎日新聞社環境科学部長、科学ジャーナリスト賞

### 研究
- 阿部洋 - 教育史、国立教育研究所名誉所員
- 稲葉継雄 - 教育史、元九州大学教授、元唐津市教育長
- 江淵一公 - 文化人類学、九州大学名誉教授
- 春日キスヨ - 福祉学、元松山大学教授、山川菊栄賞
- 亀口憲治 - 臨床心理学、東京大学名誉教授、元国際家族心理学会会長
- 釘原直樹 - 社会心理学、大阪大学教授
- 杉万俊夫 - 社会心理学、京都大学名誉教授・元副学長
- 多賀太 - 教育社会学、関西大学教授
- 田嶌誠一 - 臨床心理学、九州大学名誉教授
- 田中理絵 - 教育社会学、西南学院大学教授
- 波平恵美子 - 文化人類学、お茶の水女子大学名誉教授、元日本民族学会（現日本文化人類学会）会長
- 野島一彦 - 臨床心理学、九州大学名誉教授、元日本心理臨床学会理事長、元日本人間性心理学会理事長
- 原尻英樹 - 文化人類学、立命館大学教授
- 藤原勝紀 - 臨床心理学、京都大学名誉教授、日本心理臨床学会理事長
- 古川久敬 - 社会心理学、九州大学名誉教授
- 堀和郎 - 教育行政学、筑波大学名誉教授
- 増井武士 - 心理療法、元産業医科大学教授
- 森山沾一 - 教育社会学、福岡県立大学教授、西日本文化賞
- 吉崎静夫 - 教育心理学、日本女子大学教授

## 博士号取得者
- 加治佐哲也 - 教育行政学、兵庫教育大学学長、日本教職大学院協会会長